# Guibourtia confertiflora
Guibourtia confertiflora là một loài thực vật có hoa trong họ Đậu. Loài này được (Benth.) Leonard miêu tả khoa học đầu tiên.